# Gringo joue et gagne
Pour plus de détails, voir Fiche technique et Distribution.
Gringo joue et gagne (Tutto per tutto) est un western spaghetti hispano-italien réalisé par Umberto Lenzi et sorti en 1968.

## Synopsis
Quatre caisses d'or sont le butin d'une attaque du bandit Carranza, qui entretient par ailleurs une relation avec Maria, l'épouse de l'Indien Face de cuivre. Pour se venger, ce dernier met la main sur le butin et s'enfuit. Outre Carranza et sa bande, les deux aventuriers Johnny et Le Hibou sont également à la poursuite de l'Indien ; ils parviennent plus vite à le rattraper et à s'approprier le butin d'or. Cependant, l'arrivée imminente des bandits de Carranza les oblige à agir de nouveau.
Ils élaborent un plan pour éliminer la bande et garder l'or pour eux ; il réussit, mais Le Hibou part de son propre chef avec l'or, qu'il remet au shérif à El Paso. Le shérif libère en échange son frère, emprisonné pour le vol initial. Arrivé à El Paso, Johnny cherche à se venger ; il finit par se mettre d'accord avec Le Hibou pour partager la récompense de 10 000 dollars offerte par la banque pour le retour de l'or.

## Fiche technique
- Titre français : Gringo joue et gagne[1]
- Titre original italien : Tutto per tutto ou L'ora del coraggio[2]
- Titre espagnol : La hora del coraje[3]
- Réalisation : Umberto Lenzi
- Scénario : Eduardo Manzanos Brochero, Nino Stresa (it)
- Photographie : Alejandro Ulloa
- Montage : Eugenio Alabiso
- Musique : Marcello Giombini
- Décors : Saverio D'Eugenio (it), Jaime Cubero, Josè Luis Galicia
- Costumes : Maria Luisa Panaro
- Maquillage : Raoul Ranieri, Mariano Garcia
- Production : Eduardo Manzanos Brochero
- Sociétés de production : Produzioni Europee Associati (PEA), Estela Films
- Pays de production :  Italie •  Espagne
- Langue originale : italien
- Format : Couleur par Eastmancolor - 2,35:1 - Son mono - 35 mm
- Genre : Western spaghetti
- Durée : 84 minutes
- Dates de sortie : 
  - Italie : 27 mars 1968
  - Espagne : 27 janvier 1969 (Madrid) ; 13 octobre 1969 (Barcelone)
  - France : 19 février 1969[1]

## Distribution
- Mark Damon : Johnny Sweet
- John Ireland : Le Hibou (Gufo en VO)
- Fernando Sancho : Carranza
- Eduardo Fajardo : Paco Nunez
- Mónica Randall : Maria
- Armando Calvo : Josè Gomez
- José Torres : Face de cuivre (Faccia di Rame en VO)
- Raf Baldassarre : Miguel Comaco
- Calisto Calisti : Le shérif d'El Paso
- Lisa Halvorsen : Bella Smith
- Franco Gulà : Le prêtre
- Claudio Scarchilli : Fulgencio
- Giovanni Ivan Scratuglia
- Giovanni Petti
- Luis Induni (non crédité) : Norton